# Ejército Guerrillero de los Pobres
El Ejército Guerrillero de los Pobres (acortado comúnmente como EGP) fue una de las cuatro organizaciones guerrilleras de Guatemala que conformaron la organización Unidad Revolucionaria Nacional Guatemalteca (URNG), coalición de cuatro organizaciones guerrilleras que negoció y firmó los Acuerdos de Paz en Guatemala con el Gobierno y el Ejército de Guatemala en diciembre de 1996. 
El EGP surgió de una división de las Fuerzas Armadas Rebeldes (FAR) en un momento en el cual en América Latina la opción de la lucha armada tenía menos adeptos y las experiencias de Allende en Chile y Velasco Alvarado en Perú, suponían que el triunfo guerrillero de Cuba había sido una excepción histórica; sin embargo, se vio reforzado en 1979 tras el triunfo de la Revolución Sandinista en Nicaragua, por lo que la guerra guatemalteca se recrudeció entre 1980 y 1983, cuando los grupos guerrilleros consideraron que tenían la victoria a su alcance. Su campo de acción fue la región occidental de la Franja Transversal del Norte, específicamente el norte los departamentos de Huehuetenango y Quiché, los cuales poseen enormes reservas de petróleo.

## Historia

### Colonización del Sector Ixcán en Quiché

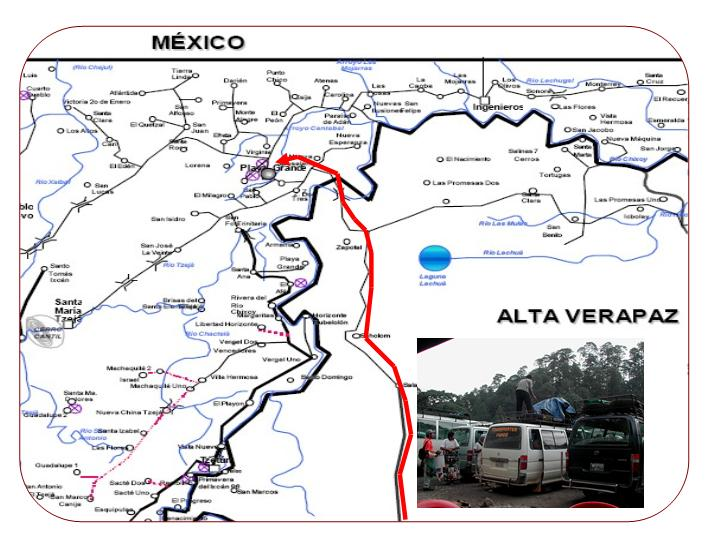
Mapa del Sector Ixcán al norte del departamento de Quiché en Guatemala.

El área era mayormente tierras baldías y nacionales, considerada por los pueblos ixiles como zonas de reserva y cacería, donde había muy pocos poblados. Durante el gobierno de Justo Rufino Barrios (1873-1885) se entregaron tierras a milicianos de los municipios de Chiantla y Malacantico de Huehuetenango, pero por el difícil acceso, las tierras no fueron ocupadas sino hasta en 1964.
Tras el golpe de Estado apoyado por el imperialismo estadounidense o contrarrevolución de 1954, el gobierno guatemalteco creó el Consejo de Planificación Económica (CNPE) y empezó a utilizar estrategias de libre mercado, asesorado por el Banco Mundial y la Administración de Cooperación Internacional (ICA) del gobierno de los Estados Unidos. El CNPE y la ICA creó la Dirección General de Asuntos Agrarios (DGAA) la cual se encargó de desmantelar y anular los efectos del Decreto 900 de Reforma Agragia del gobierno de Jacobo Árbenz Guzmán. La DGAA se encargó de la faja geográfica que colindaba con el límite departamental de Petén y las fronteras de Belice, Honduras y México, y que con el tiempo se llamaría Franja Transversal del Norte (FTN).
En 1962, la DGAA se convirtió en el Instituto Nacional de Transformación Agraria (INTA), por el decreto 1551 que creó la ley de Transformación Agraria. En 1964, el INTA definió la geografía de la FTN como la parte norte de los departamentos de Huehuetenango, Quiché, Alta Verapaz e Izabal y ese mismo año sacerdotes de la orden Maryknoll y de la Orden del Sagrado Corazón iniciaron el primer proceso de colonización, junto con el INTA, llevando a pobladores de Huehuetenango al sector de Ixcán en Quiché. Cuatro años después, ya se habían conformado seis parcelamientos:
- Mayalán
- Xalbal
- La Resurrección
- La Unión
- Selva Reina
- Los Angeles[15]

Los parcelamientos formaron la Cooperativa Ixcán Grande el 1 de enero de 1970. En esos tiempos el sector Ixcán estaba formado por tierras de los municipios de Barillas, Huehuetenango y de Chajul y Uspantán en Quiché. Los descendientes de los adjudicatarios del gobierno de Justo Rufino Barrios también se establecieron en el lugar, formando las aldeas Valle Candelaria y Santa María Candelaria, entre los ríos Ixcán y Xalbal.

### Franja Transversal del Norte

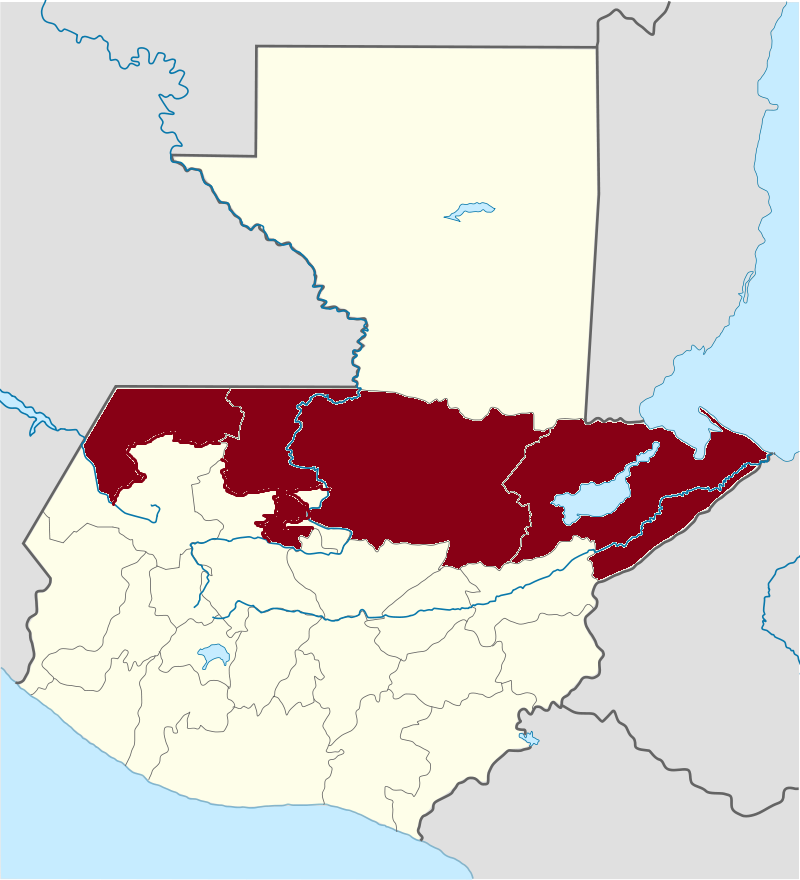
Franja Transversal del Norte, creada en 1970 durante el gobierno del general Carlos Arana Osorio. La zona es rica en minerales, petróleo y maderas preciosas. En 2008 se inició la construcción de la carretera que une los principales puntos de interés en la Franja.

La Franja Transversal del Norte fue creada oficialmente durante el gobierno del general Carlos Arana Osorio en 1970, mediante el Decreto 60-70 en el Congreso de la República, para el establecimiento de desarrollo agrario. Al principio tenía un gran potential agropecuaria y para la explotación de maderas preciosas, pero luego a partir de 1974, se empezó a explotar petróleo comercialmente en las cercanías de la FTN a raíz de los descubrimientos realizados por las petroleras Basic Resources y Shennadoah Oil, que operaban conjuntamente en el campo petrolero de Rubelsanto, Alta Verapaz. En 1976, cuando Laugerud García llegó a visitar la cooperativa Mayalán en el sector de Ixcán, Quiché, en la Franja Transversal del Norte el cual se había formado apenas diez 12 años antes, dijo: «Mayalán está asentada en la cima del oro», dejando entrever que la Franja Transversal del Norte ya no sería dedicada a la agricultura ni al movimiento cooperativista, sino que sería utilizada por objetivos estratégicos de explotación de recursos naturales.. Tras esa visita presidencial, las compañías petroleras Basic Resources y Shenandoah Oil realizaron exploraciones en tierras de Xalbal, muy cerca de Mayalán en el Ixcán, donde perforaron el pozo «San Lucas» con resultados infructuosos. Esas exploraciones, que abrieron el camino para futuros experimentos petroleros en Ixcán, y el resto de la FTN, también fueron el principal motivo para la construcción de la carretera de terracería que recorre la Franja. Shennadoah Oil, el Instituto Nacional de Transformación Agraria (INTA) y el Batallón de Ingenieros del Ejército se coordinaron para construir ese corredor entre 1975 y 1979, lo que a la postre permitió que políticos, militares y empresarios poderosos de la época se adueñaran de muchas de las tierras donde la riqueza maderera y el potencial petrolero yacían..

### Primeros movimientos del EGP
Inicialmente la nueva organización guerrillera tomó el nombre de Nueva Organización Revolucionaria de Combate (NORC). El 19 de enero de 1972 penetraron en Ixcán, desde México, miembros de un nuevo movimiento guerrillero guatemalteco y en 1973, luego de una incursión exploratoria en la cabecera municipal de Cotzal, donde fueron aceptados por muchos campesinos, el grupo insurgente decidió establecer un campamento clandestino en las montañas de Xolchiché, municipio de Chajul.
En 1974 el grupo insurgente realizó la primera conferencia guerrillera, en la que definió su estrategia de acción para los meses siguientes y se autodenominó Ejército Guerrillero de los Pobres (EGP) siendo uno de los cuatro grupos guerrilleros que dieron la vida por llevar a cabo los acuerdos de paz en Guatemala porqué se dieron cuanta que el ejército estaba acabando con la vida de muchas personas inocentes como mujeres, niños y hombres. En 1975 la organización se había extendido por todo el ámbito de las montañas de la zona norte de los municipios de Nebaj y Chajul. Como parte de su estrategia, el EGP acordó ejecutar actos en los que se obtuviera notoriedad pública y a través de los cuales se simbolizara, además, el establecimiento de una «justicia social» frente a la ineficacia e hiperactividad de los órganos jurisdiccionales y administrativos del Estado. Consideraban, asimismo, que con esas acciones la población indígena y campesina de la región se identificaría con el movimiento insurgente, motivando así su incorporación a sus filas. En el marco de este plan se acordó realizar los denominados «ajusticiamientos». Para determinar quiénes serían las personas objeto de «ajusticiamiento», el EGP atendía las quejas que recibía de la población. Así, por ejemplo, seleccionaron a dos víctimas: Guillermo Monzón, quien era comisionado militar del Ixcán y José Luis Arenas, el mayor terrateniente del área del Ixcán que había sido denunciado ante el EGP por presuntamente tener conflictos de tierra con las poblaciones vecinas y por cometer abusos contra sus trabajadores.

### Asesinato del comisionado Guillermo Monzón
La figura del comisionado militar fue creada en 1938, con el propósito básico de hacer efectivo el reclutamiento de los jóvenes para que realizaran el servicio militar. En 1954, se replanteó su organización, instrucción y adiestramiento, quedando bajo la dependencia orgánica y funcional del Estado Mayor del Ejército, a través de la cadena de mando castrense. En 1963 se desarrolló un sistema institucionalizado de contrainsurgencia del cual los comisionados militares formaron parte y, dos años después, se les permitió, por ley, utilizar uniforme militar. De acuerdo con el reglamento que regula esta figura, los comisionados militares eran considerados como "miembros del Ejército cuando se encuentren en cumplimiento de una misión". Los comisionados eran elegidos entre los reservistas del Ejército, pero existía la posibilidad legal de designar para que ocuparan ese cargo a alguien que no hubiera prestado servicio militar. Así, fueron escogidos hombres, en su mayoría campesinos, por la posición que ocupaban dentro de la comunidad, por su capacidad económica, por su capacidad de liderazgo o su afinidad ideológica con el régimen, o por simple decisión del responsable militar del área. Estas personas sirvieron a la estrategia contrainsurgente del Ejército, sobre todo en el trabajo de Inteligencia en el interior de las comunidades rurales, a fin de mantener un estricto control de la población. Así, los comisionados militares debían reportar al Ejército los movimientos de personas, los comentarios políticos y no políticos que circulaban por la zona, las visitas y reuniones, la llegada de extraños, es decir, todo lo relacionado con los pobladores y vinculación, de cualquier índole que fuera, con la guerrilla.
La guerrilla, por su parte, en el desarrollo de la fase de propaganda armada definida en 1974 y 1975 declaró a los comisionados "objetivos militares" y a partir de 1975 puso en práctica una represión selectiva contra ellos, que se prolongó hasta 1996. Guillermo Monzón, comisionado militar, originario de Huehuetenango, ladino, parcelario en la cooperativa de Xalbal, municipio de Ixcán, Quiché, mantenía fuertes diferencias con otros parcelarios indígenas de la misma cooperativa por la propiedad y uso de la tierra. En 1975, trabajaba como tractorista del Instituto Nacional de Transformación Agraria (INTA), ente gubernamental que poco antes había llegado a la región. El 28 de mayo de 1975, en centro La Cuchilla, cooperativa Xalbal, municipio de Ixcán, Monzón fue sorprendido por miembros de la guerrilla. Lo capturaron, ejecutaron y sepultaron en el mismo lugar donde fue ejecutado. Cuatro días después, su cadáver fue encontrado por los pobladores. La familia de la víctima abandonó el lugar y no volvió más. Guillermo Monzón residía en la cooperativa Xalbal, y fue señalado de forma reiterada por los habitantes del lugar como informante del Ejército. A través de este hecho el EGP emerge a la luz pública, siendo ésta su primera acción en el enfrentamiento armado interno.

### Ajusticiamiento del dueño de la finca La Perla
El sábado 7 de junio de 1975, José Luis Arenas fue asesinado por desconocidos cuando se encontraba en las instalaciones de la oficina de la finca «La Perla», para pagar el salario quincenal a los trabajadores. Frente a la oficina se encontraban, aproximadamente, entre doscientas y trescientas personas para recibir su pago y cuatro miembros del EGP se mezclaron entre los campesinos reunidos frente a las oficinas. Posteriormente, los guerrilleros destruyeron el radio de comunicación de la finca. Luego de haber ejecutado a José Luis Arenas los miembros de la guerrilla se dirigieron en idioma ixil a los campesinos, informándoles que eran miembros del Ejército Guerrillero de los Pobres y que habían matado al «Tigre de Ixcán». Solicitaron que prepararan bestias para auxiliar a los heridos y que fueran transportados a Chajul para que recibieran asistencia médica. Después, los atacantes huyeron en dirección a Chajul. José Luis Arenas había participado activamente en la política guatemalteca además de cometer actos criminales, maltratando física y psicológicamente a los y las campesinas y campesinos, en sus fincas hay horca, azotes y cepos, y fue protegido por el gobierno autoritario de Guatemala.
El hijo de José Luis Arenas, que se encontraba en la finca San Luis Ixcán, se refugió en una montaña cercana, en espera de que llegara una avioneta para trasladarlo a la capital, con el objeto de denunciar inmediatamente el hecho ante el ministro de la Defensa. El ministro de la Defensa le respondió: «Usted está equivocado, en el área no hay guerrilla».
El EGP incorporó dentro de su cuerpo conceptual y sus órganos de dirección a los Pueblos Indígenas de Guatemala. Según el EGP las dos contradicciones principales de Guatemala son la contradicción clasista y la contradicción étnico-nacional.
a
Hasta la firma de los Acuerdos de Paz, el 29 de diciembre de 1996, el EGP fue la organización guerrillera con mayor número de militantes y con mayor extensión territorial. En su época de mayor auge llegó a contar con una base social de aproximadamente 250.000 personas, divididas en los siguientes frentes guerrilleros:
- "Comandante Ernesto Guevara", en la zona nor-occidental del país y la Selva del Ixcán Grande.
- "Ho Chi Minh" en la zona ixil de Guatemala .
- "Marco Antonio Yon Sosa" en la región Norcentral del país.
- "Augusto César Sandino" en la zona central de Guatemala.
- "13 de Noviembre" en la zona oriental.
- "Luis Augusto Turcios Lima" en la Costa Sur.
- "Comandante Otto René Castillo" en la capital del país y zonas suburbanas.

Su comandante en jefe fue Ricardo Ramírez de Léon, alias Comandante Rolando Morán, primer secretario general de URNG después de la firma de los Acuerdos de Paz.

### Triunfo sandinista en Nicaragua
A mediados de los años 70, parte de los líderes económicos nicaragüense y la miembros de la Iglesia católica de ese país centroamericano se empezaron a alinear en contra del gobierno dictatorial de Anastasio Somoza Debayle. Formaron un movimiento de oposición dirigido por Pedro Joaquín Chamorro Cardenal, dueño del diario La Prensa, el mayor del país, y forzaron al gobierno a realizar algunos cambios. Pero tras el asesinato de Chamorro el 10 de enero de 1978, se desató un gran malestar en el país y en marzo de 1979 las diferentes fracciones del Frente Sandinista de Liberación Nacional firmaron el acuerdo de unidad; luego, en junio hicieron el llamamiento a la «Ofensiva Final» y convocaron a una huelga general. El gobierno estadounidense de Jimmy Carter intentó, mediante la Organización de Estados Americanos (OEA), parar el avance del FSLN, pero no obtuvo apoyo necesario de los países latinoamericanos presentes en la organización. Posteriormente, intentó estacionar tropas en Costa Rica para intervenir en Nicaragua, pero esta operación tampoco funcionó; y tampoco lo hicieron los intentos de negociación con el FSLN para la composición de una Junta de Gobierno de Reconstrucción nacional.
Finalmente, los Estados Unidos se vieron obligados a pedirle la renuncia a Anastasio Somoza Debayle, quien abandonó el país el martes 17 de julio de 1979. Francisco Urcuyo Maliaños, entonces Presidente del Congreso Nacional de Nicaragua, fue nombrado presidente y anunció que no renunciaría a la presidencia y que completaría el período hasta en mayo de 1981. Ese mismo día, los cancilleres del Pacto Andino --Ecuador, Venezuela y Perú-- reunidos en San José, Costa Rica, rechazaron públicamente la maniobra de Urcuyo, y en la mañana del miércoles 18 de julio, Sergio Ramírez, Alfonso Robelo, y Violeta Barrios de Chamorro, dejaron San José, Costa Rica, y se dirigieron hacia León, donde se reunieron con los comandantes sandinistas Daniel Ortega Saavedra y Moisés Hassan Morales, proclamando a León como la nueva capital provisional, y la comunidad internacional los reconoció como el gobierno legítimo de la República.
Urcuyo partió al exilio en Guatemala; por su parte, los sandinistas entraron en Managua el 19 de julio de 1979 poniendo fin a la etapa dictatorial somocista asumiendo las responsabilidades de gobierno. Este triunfo significó una nueva esperanza para los combatientes guerrilleros de Guatemala y El Salvador, que veían ahora cómo podían obtener recursos logísticos y militares no solamente de Cuba, sino que también de Nicaragua. En esta época, el EGP empezó a publicar su órgano de difusión nombrado "Compañero".

### Bombazo del 5 de septiembre de 1980
El 5 de septiembre de 1980 supuestos miembros del Ejército Guerrillero de los Pobres o del Partido Guatemalteco del Trabajo (PGT) abandonaron un automóvil con explosivos frente al Palacio Nacional con la intención de disuadir al pueblo guatemalteco de asistir a una manifestación de apoyo al gobierno del general Lucas García que estaba planificada para el domingo 7 de septiembre en el Parque Central. En ese ataque murieron siete civiles a causa de la explosión de dos bombas ubicadas en un vehículo; hubo un número indeterminado de heridos y cuantioso daños materiales no sólo en las obras de arte del Palacio Nacional, sino que en muchos de los edificios aledaños, especialmente en el Edificio Lucky, que está frente al Palacio Nacional sobre la 6.ª avenida. Las imágenes por televisión mostraban partes del los cuerpos distribuidos por el área del incidente, mientras los periódicos mostraron en sus portadas la imagen de carro bomba destruido y los alrededores del palacio.
En el mismo día se registraron explosiones menores en los edificios de la Torre de Tribunales y de Finanzas Públicas y cerca del edificio del periódico Prensa Libre. Ningún grupo se adjudicó el ataque, pero autoridades señalaron al Ejército Guerrillero de los Pobres y del Partido Guatemalteco del Trabajo de ser responsables del atentado, no habiendo ningún detenido por el hecho.

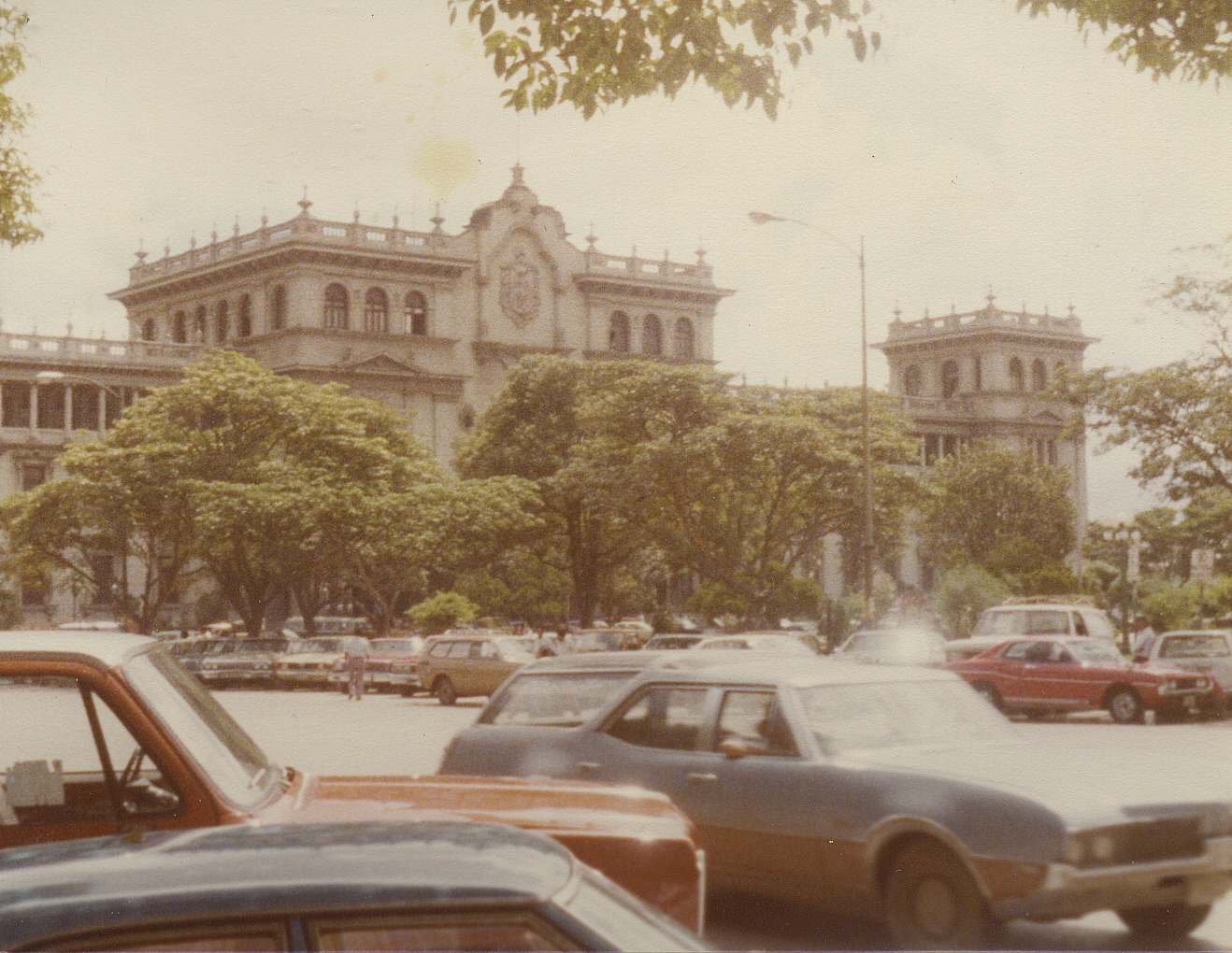
Así lucía el Parque Central cuando se produjo el atentado de la bomba en septiembre de 1980. Nótese la gran cantidad de vehículos estacionados, lo que fue aprovechado por los atacantes para disimular la bomba.

### Atentados contra bienes del Estado
Las organizaciones guerrilleras justificaban estas acciones argumentando que afectaban, por un lado, los intereses económicos del Estado y de los sectores productivos, y por el otro, que vulneraban al Ejército:
- Ejército Guerrillero de los Pobres: «Destruir infraestructura con el concepto de decir vamos a destruir la infraestructura del país, para dañar el país, eso no. Siempre tenía una explicación ... en relación a la guerra que estábamos viviendo y en relación al momento táctico que para qué íbamos a volar este puente, sí lo íbamos a volar para que el Ejército no pasara y para que no siguiera con su barbarie ... para cortarle el avance y la retirada ... Pero lo que es de Nentón para el norte, la carretera se cerró [finales 81 inicio 82], no entraba el Ejército, no entraba ninguna autoridad, estaban cortados los postes de telegrafía que eran los medios de comunicación que había aparte de la carretera».[32][33] «Al cortar la energía que llegara al cuartel (del Ejército) se cortaba la energía de toda la población, creando descontento entre el pueblo. Después, esos sabotajes se generalizaron para provocar ya un descontrol total en todo el país e ir preparando condiciones para pasar a un período casi de pre-insurrección.[34]
- Fuerzas Armadas Rebeldes: «Perseguimos la bstaculización de la coordinación, comunicación y movilización de las fuerzas enemigas, por un lado, y por el otro la obstaculización del desarrollo de los procesos productivos que impulsan las clases dominantes».[35]

Por otra parte, a finales de 1981 y principios 1982, la guerrilla quemó alrededor de 24 municipalidades de las 31 que tiene el departamento de Huehuetenango, y 33 registros civiles fueron destruidos en toda la república. Estos hechos perjudicaron a la población porque quemaron los libros oficiales, y por algún tiempo no se tenía en donde registrar ningún hecho civil.
| Fecha                   | Objetivo                                                                                  | Resultado |
| ----------------------- | ----------------------------------------------------------------------------------------- | --- |
| 19 de julio de 1981     | Municipalidad de Chichicastenango, Quiché                                                 | Quemaron parcialmente las instalaciones por medio de una bomba incendiaria; luego impidieron el ingreso de los elementos de socorro.               |
| 13 de noviembre de 1981 | Municipalidad de Zacualpa, Quiché                                                         | Destrucción de la sede municipal. |
| 16 de noviembre de 1981 | Instalaciones eléctricas del INDE en Santa Cruz del Quiché                                | Dejó sin energía eléctrica a todos los municipios aledaños.                                                                                        |
| 16 de diciembre de 1981 | Municipalidad, oficinas de correos y estación de policía de Tecpán, Chimaltenango         | Destrucción de las instalaciones y asesinato de seis personas; además se hicieron pintas en la localidad y sabotearon la carretera interamericana. |
| 18 de diciembre de 1981 | Puente «El Tesoro» en Quiché                                                              | Destrucción total del puente, cortando el acceso al Ejército.                                                                                      |
| 21 de diciembre de 1981 | Municipalidad y oficinas de correos y telégrafos de Cunén, Quiché                         | Quemaron los documentos del registro civil y luego las instalaciones de la municipalidad.                                                          |
| 19 de enero de 1982     | Instalaciones del Instituto Nacional de Electrificación (INDE) en Villa Nueva y Escuintla | Se interrumpió el suministro eléctrico en veintiuno de los veintidós departamentos de la República.                                                |
| 19 de enero de 1982     | Planta de energía eléctrica del INDE en Santa Cruz del Quiché                             | Una bomba destruyó la planta de energía, dejando sin suministro a todos los municipios que la rodean.                                              |
| 27 de enero de 1982     | Puentes que comunican las poblaciones de San Miguel Uspantán, Nebaj y Chajul en Quiché    | Destrucción total de los dos puentes, cortando el acceso al Ejército.                                                                              |

#### Atentados contra bienes particulares
El ataque contra objetivos financieros, comerciales y agrícolas se incrementó, ya que los grupos guerrilleros consideraban a esas instituciones como «reaccionarios burgueses» y «millonarios explotadores» que colaboran con el «gobierno genocida» de Lucas García. La siguiente es una lista no exhaustiva de los atentados que se registraron en el informe de la Comisión para el Esclarecimiento Histórico de las Naciones Unidas:

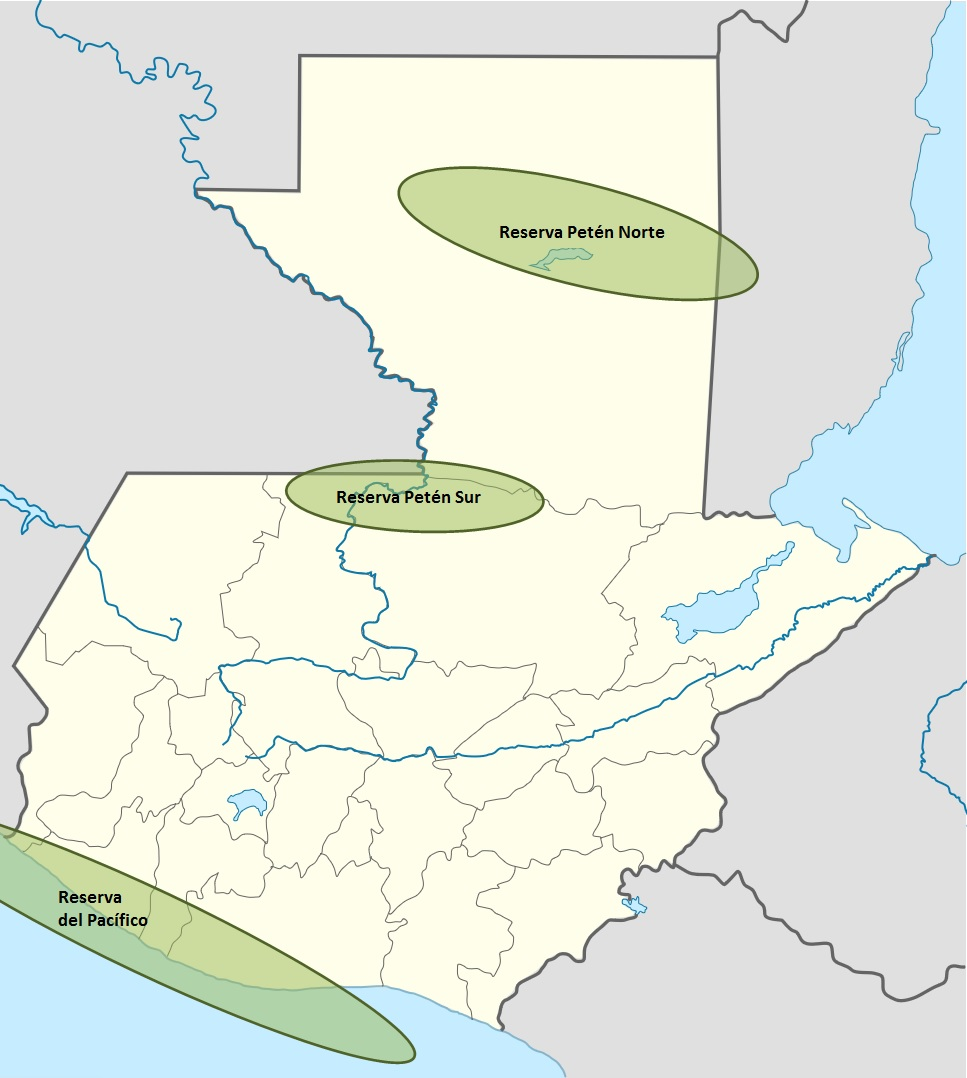
Reservas petroleras de Guatemala.

| Fecha                             | Responsable                                     | Objetivo | Resultado |
| --------------------------------- | ----------------------------------------------- | --- | --- |
| 2 de julio de 1981                | Ejército Guerrillero de los Pobres              | Aeropuerto Internacional La Aurora | Un explosivo escondido en una maleta detonó matando a una persona. El EGP clamó responsabilidad del ataque de este y otros ataques.                                                  |
| 15 de septiembre de 1981          | Fuerzas Armadas Rebeldes                        | Corporación Financiera Nacional (CORFINA) | Carro bomba que daño también las instalaciones de otras instituciones financieras nacionales y transnacionales; las pérdidas causadas con este atentado fueron mayores de Q.300.000. |
| 19 de octubre de 1981             | Guerrilla urbana del EGP                        | Centro Financiero del Banco Industrial | Sabotaje a las instalaciones. |
| 28 de octubre de 1981             | Desconocido                                     | Refinería TEXACO en la carrera al Puerto de San José, Escuintla                                                                                        | Sabotaje a las instalaciones por considerar que la TEXACO estaba manipulando los precios de los combustibles y reprimiendo a sus trabajadores.                                       |
| 21 de diciembre de 1981           | Frente Guerrillero «Otto René Castillo» del EGP | Edificios recién construidos: Cámara de Industria, Torre Panamericana (donde funcionaba el Banco del Café) y Centro Financiero del Banco Industrial    | Carros bomba que dejaron vidrieras completamente destrozadas. |
| 28 de diciembre de 1981           | Frente Guerrillero «Otto René Castillo» del EGP | Centro Financiero del Banco Industrial | Carro bomba que resultó en virtual demolición de una de las torres. |
| 18 de enero de 1982               | Frente Guerrillero «Luis Turcios Lima» del EGP  | Finca Santa Marta, Santo Domingo, Suchitepéquez | Ejecutaron a dos personas y sustrajeron varias armas. |
| 27 de enero de 1982               | Frente Guerrillero «Luis Turcios Lima» del EGP  | Finca San Rafael, Suchitepéquez | Destruyeron varios tractores y sustrajeron armas. |
| 5 de febrero de 1982              | Frente Guerrillero «Luis Turcios Lima» del EGP  | Finca San Cristóbal Pantaleón, Santa Lucía Cotzumalguapa, Escuintla                                                                                    | Destruyeron varios tractores y cabezales. |
| 27 de enero de 1982               | Desconocido                                     | Beneficio de café «La Esperanza», Antigua Guatemala, Sacatepéquez                                                                                      | Bombas incendiarias calcinaron tres mil quinientos quintales de café y las instalaciones en donde se almacenaban.                                                                    |
| 25 de junio al 21 de julio [1982] | ORPA                                            | Finca El Matasano, en el Quetzal; la finca Panorama, en San Rafael Pie de la Cuesta; finca Carolina y la finca Platanillo, en el Tumbador, San Marcos. | Incendiadas por colaborar con el Ejército y en la finca Platanillo se recuperó equipo militar.                                                                                       |

### Combate a las Patrullas de Autodefensa Civil
El Ejército Guerrillero de los Pobres elaboró una clasificación de las PAC según el grado de colaboración que éstas prestaban al Ejército. Distinguían a las patrullas formadas por población dispuesta a participar y colaborar con el Ejército, a las que les denominó bandas reaccionarias, de aquellas «patrullas civiles forzadas», que participaban a la fuerza. La guerrilla consideró que «el golpe militar juega un papel determinante: el golpe al Ejército, a las bandas reaccionarias, a sus jefes y a todo enemigo del Pueblo y la Revolución». De acuerdo al EGP, las bandas reaccionarias estaban armadas, recibían entrenamiento y eran no sólo agresivos en la búsqueda de combate con la guerrilla, sino que eran asesinos en sus propias poblaciones. El EGP se encargó de ajusticiar a muchos miembros de las PAC, especialmente cuando estaban desprevenidos en sus aldeas.. En 1982, asesinó a los miembros de la patrulla que recién se había formado en marzo en Chacalté y que eran fieles al ejército tras desengañarse de las promesas de la guerrilla, que tenía la intención para lograr un cambio en el gobierno, pero nunca tuvo los recursos suficientes para lograrlo; en esa masacre, resultaron muertos 55 patrulleros que estaban desprevenidos al momento del ataque.

### Operación Sofía

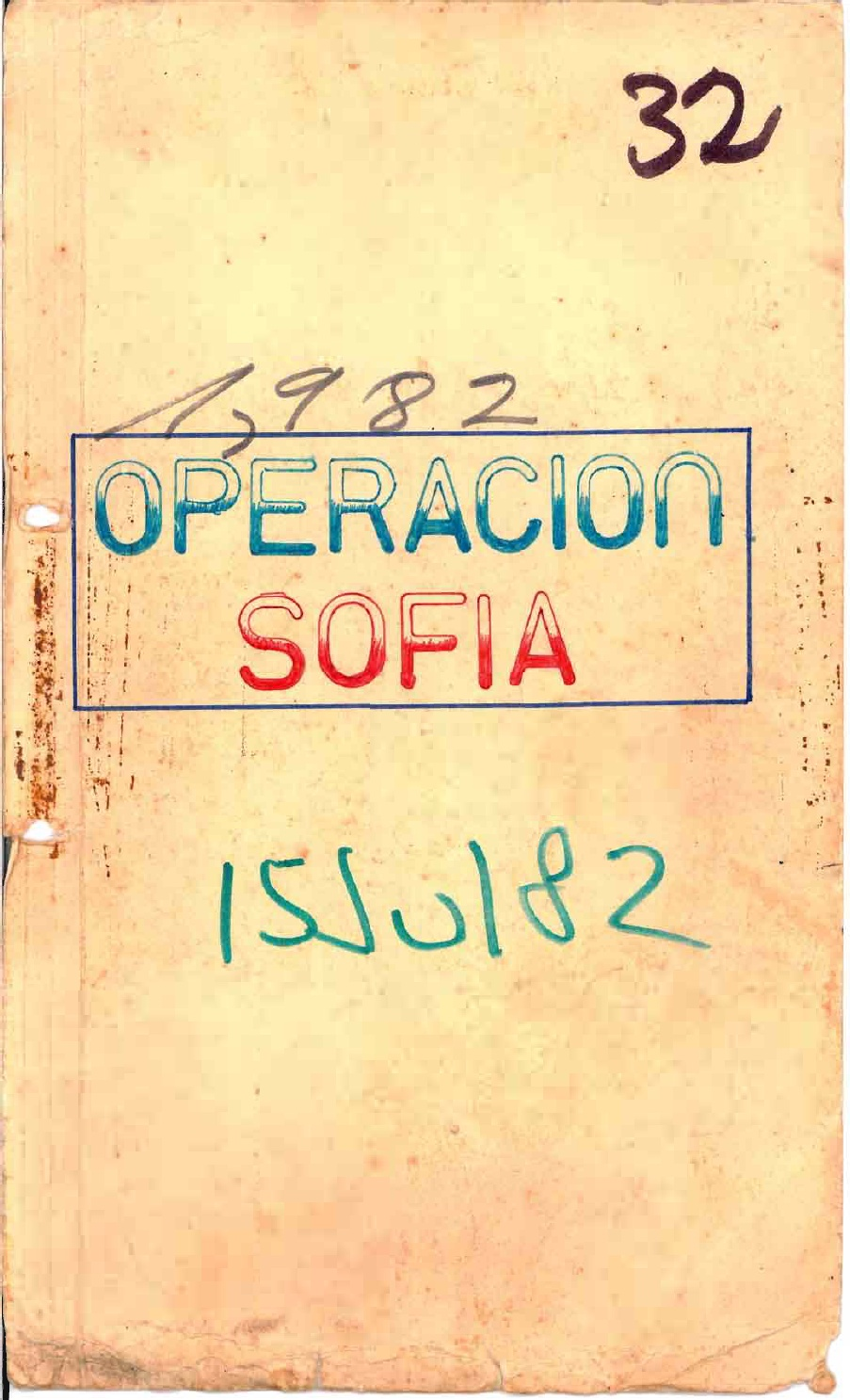
Operación Sofía: documento emitido por el ejército de Guatemala en 1982.

Del 8 de julio al 20 de agosto de 1982, el ejército guatemalteco implementó el plan Operación Sofía. El informe de inteligencia militar indicaba que tras la fuerte ofensiva lanzada contra la insurgencia en el último trimestre de 1981, la guerrilla había sido vencida y no había logrado su objetivo de alcanzar el poder en marzo de 1982; pero, en enero de 1982 el EGP había iniciado una ofensiva político-militar para superar la crisis que le había representado la ofensiva del Ejército. El informe de inteligencia también afirma que la ofensiva guerrilla se había incrementado en la región de Nebaj, en El Quiché debido a la ayuda internacional que los insurgentes habían recibido del extranjero y que se habían formado dos frentes nuevos, el Fronterizo y el Afganistán, los cuales contaban con aproximadamente 30 combatientes cada uno, y estaban convenientemente equipados con armamento y equipo de primeros auxilios. En cuanto a los civiles que habitaban en el área, el informe de inteligencia indica que todos los habitantes de la región habían sido concientizados por la guerrilla, se escondían del ejército en cuevas alejadas de sus pueblos y no proporcionaban la información que se les requiere.
El documento del plan «Operación Sofía» incluye telegramas del Servicio de Transmisiones del Ejército, en donde se menciona que se evacuaron civiles del área, y se solicita que los capturados sean reincorporados a su vida normal:
- 22 de julio: «Hoy 1100 horas, capturáronse inmediaciones Salquil 87-12, 18 personas mayores, 12 niños, solicito apoyo esa superioridad efecto control subsistencia y reincorporación a su vida normal.»[57]
- 24 de julio: «1500 horas fueron evacuadas de área conflictiva 10 familias encontrábanse amenazadas por subversión, las que incluyen 5 hombres, 10 mujeres, 17 niñas, 15 niños, una recién nacida. Quedando pendiente familias por ser evacuadas.»[58]
- 25 de julio: «Aumento número de evacuados a 8 hombres, 13 mujeres, 17 niños, un recién nacido.»[59]
- 26 de julio: «Número de evacuados ha sido de 20 hombres, 27 mujeres, 6 niños, 25 niñas, una recién nacida.»[60]

También, en el documento se encuentran ejemplos de panfletos del ejército y la guerrilla, los cuales formaban parte de la guerra psicológica que se estaba llevando a cabo y para la cual el ejército guatemalteco solicitaba al Estado Mayor una pequeña transmisora radial y la implementación de un equipo de operaciones psicológicas, pues la gran mayoría de la población de la localidad estaba muy convencida de la doctrina guerrillera, era analfabeta, y conocía muy poco el castellano:
- Ejemplo de panfleto militar:

| «Pueblo de Nebaj, es tiempo de meditar, es tiempo de pensar, pongamos en orden nuestro pensamiento, la experiencia del pasado nos tiene que guiar hacia el futuro de Nebaj; debemos de pensar en nuestro pueblo, por aquí viven nuestros hijos y es aquí también donde descansan nuestros abuelos, nuestros antepasados. El ejército no reprime y mata como nos han hecho creer, no debemos tenerles miedo. Acerquémonos a ellos y veremos que no son como nos lo han hechos creer esos malos hombres que están en la montaña escondidos. Ya nadie viene a comprar nuestras telas por miedo al camino, son los subversivos los que nos han traído este sufrimiento, antes éramos felices con lo poco que teníamos, ahora ya no tenemos nada y si seguimos así no nos llegarán granos, i verduras, tenemos que ayudar al ejército para acabar con esta gente subversiva que se dice llamar guerrilleros. Debemos ayudar al ejército con la verdad, el ejército está lleno de gente como nosotros, en su mayoría campesinos que se sacrifican por nuestra patria, por la libertad de Guatemala. Pueblo de Nebaj, los subversivos no creen en Dios; tú sí crees en Dios, debemos arreglar nuestras iglesias que son la fuenta de nuestra fe cristiana.» «Los hermanos ixiles que ayudan a estas bandas de maleantes está engañados con falsas promesas, ayudemos a nuestros hermanos a sacarlos de estas organizaciones que sólo les traerá la muerte a ellos y a sus familias. Debemos tener presente que esta gente subversiva jamás podrá triunfar, ya que nosotros estamos convencidos que esta lucha sólo nos traerá la muerte y pobreza. El ejército está mejor capacitado y entrenado pero con la de Dios y de nosotros acabaremos con estos bandidos. A la gente de confianza, organizarla para salvar Nebaj. No es posible que unos pocos bandidos siembren el terror y la desconfianza; sólo organizados defenderemos Neba, ya estamos cansados de tanta violencia. Violencia que nos trajeron ellos mismos que dicen llamarse guerrilleros. Es ya hora de pagarles con su propia medicina. Ayuda al ejército que en esta forma ayudarás a tu pueblo. |

- Ejemplo de panfleto del EGP:

| «La autodefensa son todas aquellas medidas que la población organizada tiene que poner en práctica para defenderse del enemigo, para sufrir el menor número de bajas y daño cuando éste ataca, para evitar que su economía (siembras, cosechas, comercio, etc.) sufra grandes pérdidas, para que su moral revolucionaria y combativa no se quiebre, para poder golpear al enemigo aunque este se lance atacando a la población. En la última ofensiva que el enemigo lanzó en nuestro frente en los meses de enero, febro, marzo del presenta año se vio que las poblaciones que no pusieron en práctica las medidas de Autodefensa en forma correcta y con conciencia revolucionaria sufrieron bastantes pérdidas de vidas: hombres, mujeres, ancianos, niños, hasa mujeres embarazadas, muchos de ellos fueron quemados dentro de sus ranchos, despedazados con machetes, los torturaron y muchas mujeres las violaron. Estas dolorosas pérdidas se debieron en gran parte a que estos compañeros no llegaron a entender ni a conocer la verdadera intención asesina del enemigo; se confiaron creyendo que se les iba a perdonar la vida por el hecho de no salir huyendo cuando ellos se acercaban. Las principales deficiencias y errores que se vieron en la recién pasada ofensiva enemiga en cuanto a la población, de las medidas de Autodefensa son las siguientes: 1. En algunas poblaciones la gente organizada se quedó en sus casas a pesar de que sabía que el ejército había reprimido cruelmente en algunas loclaidades mientras que a unas pocas las había respetado; esta forma de engaño logró confundir a compañeros que se quedaron en sus casas, los cuales fueron masacrados. Algunos de estos compañeros fueron capturados y torturados, y con la presión de la tortura y amenaza de muerte se quebraron, convirtiéndose en guías del ejército e informadores de nuestas estructuras; con su actitud pusieron en peligrola vida de miles de compañeros, nuestras actividades guerrilleras y nuestra propia organización. 2. En la mayoría de las aldeas la población no puso en práctica la orientación tantas veces dada por los organismos de hacer los buzones estratégicos para esconder sus cosechas de granos básicos. 3. No se guardaron las medidas de compartimentación sobre los puntos de concentración de los grupos de la población para su plan de emergencia. 4. Hay fallos en las postas, algunos compañeros hacen más poste que otros, muchos compañeros todavía no han comprendido la importancia de las mismas. 5. Las señas de alarma para avisar que el enemigo se acerca todavía no se han afinado ni mejorado. 6. En algunos lugares las FIL no se han hecho cargo de la dirección de la Autodefensa, todavía no han comprendido que la mayor responsabilidad de la Autodefensa les toca a ellos. 7. En muchos pocos lugares se hicieorn trampas y en casi ninguno se han hecho armas populares (lanzas, arcos, flechas, bombas molotov, etc.) 8. en la mayoría de las aldeas no se prepararon abastos para los momentos en que la ofensiva del enemigo se puso muy dura. 9. En muchas localidades se estuvo esperando que las fuerzas guerrilleras alzadas las llegaran a defender, y aunque es correcto porque estas son la semilla del ejército del pueblo que debe defenderlas, por el momento no es real que éstas puedan defenderas en la mayor parte de lugares a donde el enemigo llega a masacrar. En el pueblo de Viet Nam la Autodefensa fue la forma de defenderse que le permitió conservar la vida de la mayoría de la población, a pesar de que los franceses, japoneses y gringos hicieron todo lo posible por quebrar el espíritu de lucha de un Pueblo. El Pueblo vivía debajo de la tierra cuando los ataques del enemigo lo exigía; dentro de los túneles, en los caminos y en muchos lugares hicieron miles de trampas con los cuales lograron hacer muchas bajas al enemigo y desmoralizarlo.» |

Ambos panfletos están orientados a educar a los pobladores de la región, pero ambos evidencian un fuerte desconocimiento de la población a la que van dirigidos: por un lado, el lenguaje utilizado en el panfleto guerrillero es sumamente sofisticado, evidenciando que quienes lo escribieron eran personas de alto grado académico luchando por un ideal marxista, pero sin la capacidad de expresar las mismas ideas en un lenguaje sencillo y directo que pudiera entenderse fácilmente por las comunidades rurales analfabetas. Por otro lado, el lenguaje del ejército es mucho más accesible para los pobladores, pero no es convincente por las noticias que circulaban en el área por las acciones del ejército. En ambos casos, falta una interpretación indígena de los hechos: no hay ninguna referencia a las creencias de los ixiles, y mucho menos escritos en su idioma nativo que hiciera llegar los mensajes en forma efectiva.
Luego, el reporte del ejército sobre los resultados de la Operación Sofía del 19 de agosto de 1982, indica que la misma «fue exitosa tanto en el aspecto militar como en el de operaciones psicológicas. Durante toda la operación se mantuvo presión sobre el enemigo, no se tuvo ninguna baja debido al combate, ni administrativo, habiéndose logrado cortar las bases de apoyo logístico del área, habiéndose logrado destruir el período que se reporta 10 buzones grandes y desativados 33 trampas, 15 viviendas subterráneas todo lo cual fue destruido. En operaciones de control de la población se logró quitar gran apoyo a la guerrilla, lográndose evacuar hacia el municipio de Nebaj 122 personas los cuales quedaron bajo el control del Destacamento Militar de dicho municipio. La Primera compañía de paracaidistas formaron un destacamento en la Aldea Salquil con el fin de reunir en esta aldea a los moradores de los diferentes cantones reportando haber reunido y controlado a 737 personas, las cuales están recibiendo ayuday seguridad de parte de la Fuerza de Tarea Gumarkaj. El 5 de agosto 246 personas vecinas de Salquil y sus alrededores se presentaron a las autoridades militares del municipio de Aguacatán, solicitando protección.»
Por su parte, el documental Cuando las montañas tiemblan patrocinado por la guerrilla guatemalteca habla de masacres en las aldeas y muestra cómo una patrulla guerrillera llega a una población y le habla en su propia idioma indígena para hacerles llegar el mensaje de la revolución. Este documental, narrado por la futura premio Nobel de la Paz Rigoberta Menchú presenta a un grupo guerrillero conformado en su totalidad por personas indígenas comprometidas con una revolución en contra del «Ejército de los ricos»; el documental no muestra a los líderes guerrilleros ni a los intelectuales que escribían los panfletos y documentos marxistas, pero sí a los líderes del golpe de Estado de 1982, general Ríos Mont y los coroneles Gordillo y Maldonado Schaad. Asimismo, no hace ninguna mención a que el Ixcán se había poblado en entre 1964 y 1968 como parte de la formación de la Franja Transversal del Norte y que luego, las cooperativas que originlamente se habían formado para la fomentar la actividad agropecuaria de la región, ahora estaban siendo desalojadas por la fuerza cuando el gobierno militar descubrió petróleo en el lugar. Finalmente, las masacres no se muestran durante la mayor parte del film, sino que únicamente se mencionan; es hasta el final, que se muestran las víctimas junto a sus deudos.
Tras el derrocamiento de Lucas García el 23 de marzo de 1982, subió al poder un triunvirato militar encabezado por el general Efraín Ríos Montt, junto con los coroneles Horacio Maldonado Shaad y Francisco Gordillo. El 2 de junio de 1982, periodistas internacionales le realizaron una entrevista a Ríos Montt, quien dijo lo siguiente referente gobierno de Lucas García y la Franja Transversal del Norte:
| 1. ¿Cuáles fueron las causas del golpe de estado? Hubo muchas causas; había llegado a tal forma de descomposición el gobierno que él mismo estaba cortándose sus raíces; ya no tenía raíces ni en el pueblo ni en las instituciones. Como consecuencia se cayó; así, simple y llanamente. 2. ¿Había corrupción en el gobierno anterior? Tengo entendido que muchísima corrupción. Se llegó a tal grado con la corrupción que, siendo Guatemala un país con grandes reservas económicas, en dos años se acabaron las reservas económicas; y además dejaron hipotecado todo el país con las grandes construcciones que hicieron, como anillos periféricos que realmente no tenían ningún concepto de planificación desde el punto de vista de tránsito y de tráfico. 3. Durante el gobierno de Lucas García había muchos proyectos sociales, mucho más que en gobiernos anteriores, excepto en los gobiernos revolucionarios (1944-1954). ¿Cómo va a ser diferente este gobierno? No fue Lucas García sino que el gobierno en sí; ellos dieron parcelas a las orillas de la Transversal del Norte, para sacar (a los campesinos) de los terrenos en donde había petróleo. Después dieron tierras porque compraron tierras para quedarse con el dinero de la venta de fincas. Había unos terrenos de un determinado dueño, y agarró a esa gente y la tiró a lo largo de la Transversal del Norte, por eso hicieron la carretera a la Transversal del Norte: para paliar nada más la protesta de esta gente que fue sacada de sus terrenos, en donde había petróleo. |

## Debilitamiento
Luego de la fuerte ofensiva militar en 1981-82, con varios hechos destacados, como la eliminación de dos cuarteles guerrilleros en un fuerte enfrentamiento en julio de 1981 y la dura ofensiva en la Franja Transversal del Norte por parte del régimen del general Fernando Romeo Lucas García y luego del golpe de Estado del 23 de marzo de 1982, por el gobierno del general Efraín Ríos Montt, el comandante del EGP Mario Payeras planteó la derrota militar de la insurgencia y propuso una discusión para el cambio de estrategia de lucha revolucionaria que fue rechazada por la dirección del EGP. A raíz de ello, Payeras rompió con el EGP en 1984 por diferencias éticas, políticas e ideológicas. Junto con un destacado contingente de cuadros que le siguieron formó una nueva organización revolucionaria no armada, llamada «Octubre Revolucionario».

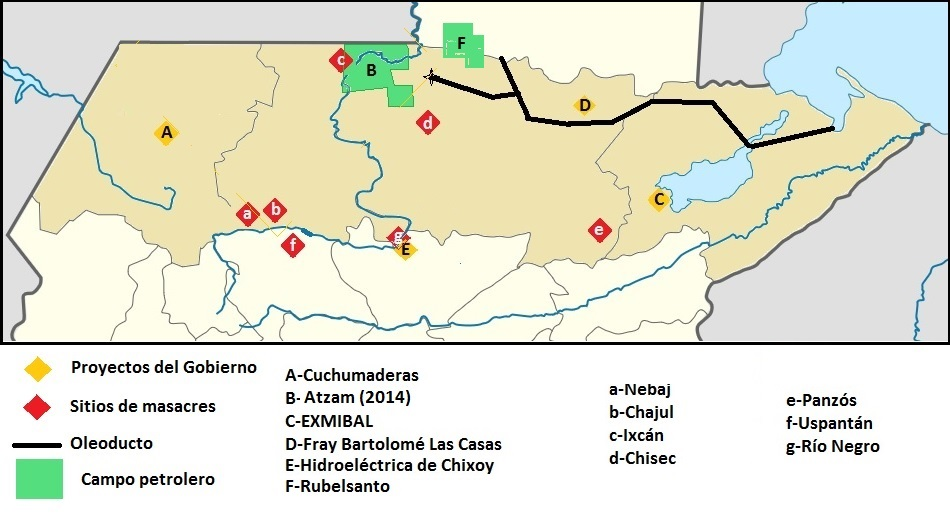
Ubicación de proyectos gubernamentales y de masacres en el área de la Franja Transversal del Norte. Obsérvese el campo petrolero de Atzam que se encuentra operativo en Ixcán.

## Disolución
Con la firma al Acuerdo de Paz Firme y Duraderas se pone fin formalmente al conflicto armado y, a la vez, se da inicio al proceso de reformas tendientes a disminuir las condiciones de violencia estructural existentes en el país.
Como consecuencia inmediata, las diferentes organizaciones guerrilleras van disolviéndose; EGP tomaría este ejemplo el 15 de febrero de 1997, dos meses y medio después de haberse firmado el Acuerdo de Paz Firme y Duradera, sus oficiales, tropa, cuadros y militantes se integraron al naciente partido Unidad Revolucionaria Nacional Guatemalteca.